# Clarence Ray Allen
Clarence Ray Allen (16 de enero de 1930 - 17 de enero de 2006) fue un criminal estadounidense que fue ejecutado por inyección letal en la prisión estatal de San Quintín en California por los asesinatos de tres personas. A los 76 años en 2006, se convirtió en el último ejecutado del estado de California, y el segundo recluso más viejo en ser ejecutado en los Estados Unidos desde 1976, después de John B. Nixon , quien fue ejecutado en Mississippi en diciembre de 2005 a los 77 años.

## Crímenes
En 1974 planeó el robo de Fran's Market, un supermercado del área de Fresno, propiedad de Ray y Fran Schletewitz, a los que hacía años que conocía. La trama involucraba a su hijo, Roger Allen, así como a Ed Savala, Carl Mayfield y Charles Jones. Mayfield y Jones trabajaron para Clarence Ray Allen en su negocio de guardia de seguridad, así como parte de una empresa de robos presuntamente operada por Allen. Como parte del plan de robo en Fran's Market, planificó que alguien robara un juego de puertas y llaves de alarma del hijo del propietario del mercado, Bryon Schletewitz, de 19 años, mientras Schletewitz nadaba en la piscina de Allen. Allen luego arregló una cita entre Schletewitz y Mary Sue Kitts (la novia de su hijo Roger) para la noche, durante la cual tuvo lugar el robo. El robo obtuvo $ 500 dólares en efectivo y $ 10,000 en giros postales desde la caja fuerte de la tienda. 
Allen convocó una reunión en su casa y les dijo a Jones, Mayfield y Furrow que Kitts había estado hablando demasiado y que deberían matarla. Allen pidió una votación sobre el tema del asesinato de Kitts. La votación fue unánime porque los presentes temían lo que sucedería si no seguían el plan de Allen. Allen les había dicho previamente a sus cómplices que mataría a soplones y que tenía amigos y conexiones para hacer el trabajo por él, incluso si estaba en prisión. También se había referido a sí mismo como un asesino a sueldo de la mafia y declaró que el "programa de testigos secretos" era inútil porque un buen abogado siempre podía descubrir el nombre y la dirección de un informante. Allen mantuvo un artículo periodístico sobre el asesinato de un hombre y una mujer en Nevada, y afirmó que los había "volado por la mitad" con una escopeta.
Después de la captura de Allen, mientras estaba en la prisión de Folsom , Allen conspiró con su compañero de prisión Billy Ray Hamilton para asesinar a varios testigos que habían testificado en su contra, incluido Bryon Schletewitz. Allen tenía la intención de obtener un nuevo juicio, donde no habría testigos para testificar sobre sus actos e intentar salir absuelto.
Después de que Hamilton fue liberado de la prisión de Folsom, llevó a cabo las órdenes de Allen. El 5 de septiembre de 1980, Hamilton y su novia, Connie Barbo, fueron al mercado de Fran, al este de Fresno, California. Bryon Schletewitz, el hijo del dueño del mercado, trabajó en el mercado. Allí, Hamilton asesinó a Schletewitz y a sus compañeros de trabajo Josephine Rocha, de 17 años, y Douglas White, de 18, con una escopeta recortada e hirió a otras dos personas, Joe Rios y Jack Abbott. Hamilton le disparó a Schletewitz a quemarropa en la frente y luego mató a Rocha y White después de obligarlos a tumbarse en el piso de la tienda. Ríos, también empleado del mercado, también recibió un disparo, pero levantó el brazo cuando Hamilton disparó contra él y esta acción, le salvó la vida. El otro sobreviviente herido, Abbott, era un vecino que escuchó los disparos de la escopeta, vino al mercado a investigar y Hamilton también le disparó. Abbott devolvió el fuego e hirió a Hamilton, quien escapó de la escena.

## Arresto del cómplice y la lista negra de Allen
Hamilton fue arrestado mientras intentaba robar una licorería. En sus pertenencias se encontró una "Lista Negra" con los nombres y direcciones de los testigos que testificaron contra Allen en su juicio por el asesinato de Kitts.
En 1980, el Fiscal General de California presentó cargos contra Allen y procesó el juicio en el condado de Glenn, California , debido a un cambio de sede. El juicio tuvo lugar en 1982 y duró 23 días, y 58 testigos fueron llamados a declarar. Finalmente, el jurado condenó a Allen por triple asesinato y conspiración para asesinar a ocho testigos.
Como circunstancias especiales que hacen que Allen sea elegible para la pena de muerte, el jurado también descubrió que Allen había sido condenado anteriormente por asesinato, había cometido múltiples asesinatos y había asesinado a testigos en represalia por su testimonio anterior y para evitar futuros testimonios incriminatorios. Durante una fase de penalización de siete días, el Fiscal General presentó evidencia de la carrera de Allen orquestando robos violentos en el Valle Central, incluidos diez delitos violentos y seis condenas por delitos graves anteriores. El jurado emitió un veredicto unánime de muerte, y el Tribunal Superior del Condado de Glenn condenó a Allen el 22 de noviembre de 1980.

## Apelaciones
En 2005, el Tribunal de Apelaciones descubrió que el abogado del juicio de Allen había sido inadecuado, y la evidencia en su contra fue en gran parte el testimonio de varios cómplices de Allen, quienes lo describieron como el autor intelectual que los obligó con amenazas y tácticas de miedo para cometer robos. y asesinatos Sin embargo, el tribunal negó volver a escuchar el caso de Allen. En conclusión, la jueza Kim McLane Wardlaw concluyó: 

La evidencia de la culpa de Allen es abrumadora. Dada la naturaleza de sus crímenes, sentenciarlo a Cadena Perpetua no lograría ninguno de los propósitos tradicionales que subyacen al castigo. Allen continúa representando una amenaza para la sociedad, de hecho aquellas personas que testificaron en su contra en el juicio de triple asesinato de Fran's Market aquí en cuestión, y ha demostrado que está lejos de la rehabilitación. Se ha mostrado más que capaz de organizar asesinatos tras las rejas. Si la pena de muerte sirve para algún propósito, es evitar el tipo de actividad criminal por la que Allen fue condenado.

El fiscal general adjunto de California, Ward Campbell, declaró en una entrevista: 

Bueno, el Sr. Allen ha citado su edad, el período de tiempo en el corredor de la muerte, las afirmaciones de inocencia, los errores en su juicio. Descubrimos y le dijimos al gobernador que consideramos que todas esas razones no eran convincentes dada la naturaleza de su crimen, que en realidad era un ataque directo al sistema de justicia penal perpetrado por un hombre del que la Sociedad pensaba que estaba a salvo. Pensaron que estaban a salvo de él porque estaba tras las rejas pero, sin embargo, continuó perpetrando este tipo de crímenes aun dentro y ninguno de los factores que citan ahora eclipsan o compensan esas razones para ahora conmutar la pena de muerte a cadena perpetua.

El 13 de enero de 2006, el entonces gobernador de California Arnold Schwarzenegger se negó a concederle el indulto a Allen , afirmando que 

"su conducta no fue resultado de la juventud o la inexperiencia, sino que se debió a las decisiones endurecidas y calculadoras de un hombre maduro".

 Schwarzenegger también citó un poema en el que Allen glorificó sus acciones, donde Allen escribió: "Robamos, y para aquellos que gritan, generalmente se los encuentra muertos".

## Ejecución
Allen fue asistido en la cámara de la muerte por cuatro oficiales correccionales, aunque un observador de los medios declaró que claramente se estaba moviendo bajo su propio poder. Para sorpresa de todos los presentes, el director indicó que necesitaba una inyección adicional de potasio letal para detener su corazón sorprendentemente sano. Allen escribió en su declaración final, que fue leída inmediatamente después de la ejecución: "Mis últimas palabras serán 'Hoka, oye, es un buen día para morir. Muchas gracias. Los amo a todos. Adiós'".
Allen murió a las 12:38 a. m.. Aproximadamente 250 opositores a la pena de muerte se reunieron para una vigilia a la luz de las velas fuera de los muros de San Quintín. Su última comida consistió en carne de búfalo y pan frito (ambos son platos tradicionales de los nativos americanos), así como un cubo de pollo KFC , pastel de nueces sin azúcar, helado de nueces sin azúcar y leche entera.
Allen murió con una pluma de águila en el pecho. Llevaba una bolsa de medicina alrededor del cuello y una diadema de cuentas. Fue visitado poco antes de la ejecución por dos asesores espirituales nativos americanos.
Además, la discapacidad de Allen fue controvertida. Mientras se acostaba en su cama, no necesitaba ayuda y mantenía un contacto visual constante con los visitantes y los funcionarios. "Eso no fue una sorpresa", dijo el portavoz de San Quentin, Vernell Crittendon, quien estuvo presente en la ejecución. "Lo observé durante mucho tiempo, él siempre iba caminando y él mismo leía sus cartas".